# The Wasp
The Wasp — психологический триллер с Наоми Харрис и Натали Дормер в главных ролях, режиссёра Гильема Моралеса по сценарию Морган Ллойд Малкольм, написанному ею на основе её собственной пьесы 2015 года.

## Сюжет
Карла и Хизер встречаются, спустя много лет не общаясь и не разговаривая друг с другом. За обычным чаепитием Хизер делает предложение, которое будет иметь последствия для обеих женщин.

## В ролях
- Наоми Харрис — Хизер
- Натали Дормер — Карла

## Производство
Пьеса 2015 года «Оса» была описана Лин Гарднер как «приятно неприятная» и перенесена из Хэмпстедского театра в Трафальгарский театр с Майнной Бёринг и Лорой Доннелли в ролях Карлы и Хизер.
О начале работы над фильмом стало известно в сентябре 2022 года. Гильем Моралес, Натали Дормер и Наоми Харрис были приглашены продюсерской компанией XYZ Films, которая также занимается продажами прав на фильм по всему миру. К продюсерам Нейту Болотину и Максиму Коттрею присоединились Джеймс Харрис и Леонора Дарби из Tea Shop Productions, Шон Соренсен из Royal Viking Entertainment и Мэтью Б. Шмидт из Paradise City Films.
Основные съёмки проходили в Бате, в ноябре 2022 года.
Кинопрокатом фильма в США будет заниматься компания Shout! Studios.